# Boksabánya
Boksabánya (szlovákul: Baňa) község Szlovákiában, az Eperjesi kerület Sztropkói járásában.

## Fekvése
Sztropkótól 3 km-re északnyugatra, az Alacsony-Beszkidekben fekszik. A Sztropkói járás legmagasabban fekvő települése.

## Története
A település 1957-ben lett önálló, addig az időközben Sztropkóhoz csatolt Boksa község külterületi része volt. Lakói bányászok, erdei munkások, zsindelykészítők voltak. Római katolikus temploma, kultúrháza és kálváriája van. A környező hegyekbe induló turistautak kiindulópontja.

## Népessége
| Év:            | 1994. | 2004.   | 2014.   | 2024.    |
| -------------- | ----- | ------- | ------- | -------- |
| Emberek száma: | 202   | 192     | 181     | 202      |
| Eltérés:       |       | -4,95 % | -5,72 % | +11,60 % |

| Év:            | 2023. | 2024.   |
| -------------- | ----- | ------- |
| Emberek száma: | 198   | 202     |
| Eltérés:       |       | +2,02 % |

2001-ben 202 szlovák lakosa volt.
2011-ben 169 lakosából 133 szlovák volt.

## Nevezetességei
- A Szent Kereszt Felmagasztalása tiszteletére szentelt római katolikus temploma.